# Suramericano de Natación de 2004 - 4×200 m. Libre Masculino
La prueba de 4x200 m libre masculino del campeonato sudamericano de natación de 2004 se realizó el 26 de marzo de 2004, cerrando el segundo día de competencias del campeonato.

## Medallistas
| Evento        | Oro                                                                                 | Plata                                                                                           | Bronce                                                                                   |
| ------------- | ----------------------------------------------------------------------------------- | ----------------------------------------------------------------------------------------------- | ---------------------------------------------------------------------------------------- |
| 4X200 m libre | Brasil · Thiago Pereira · Gustavo Borges · Rodrigo Castro · Bruno Bonfim · 7:35.31. | Chile · Maximiliano Schnettler · Salvador Mallat · Carlos Castro · Giancarlo Zolezzi · 7:39.87. | Argentina Jose Meolans Luciano Sales Rubio Juan Martin Pereyra Agustín Fiorilli 7:41.24. |

## Resultados
| Posición | Carril | Nadadoras                                                              | Tiempo   |
| -------- | ------ | ---------------------------------------------------------------------- | -------- |
| 1        | 4      | Thiago Pereira Gustavo Borges Rodrigo Castro Bruno Bonfim              | 7:35.31. |
| 2        |        | Maximiliano Schnettler Salvador Mallat Carlos Castro Giancarlo Zolezzi | 7:39.87. |
| 3        | 5      | Jose Meolans Luciano Sales Rubio Juan Martin Pereyra Agustín Fiorilli  | 7:41.24. |
| 4        | 3      | Alejandro Gómez Eduardo Ramírez Francisco Paez Albert Subirats         | 7:41.75. |
| 5        | 2      | Fernando Jácome Sebastian Arango Juan Triana Omar Pinzón               | 7:56.62. |
| 6        |        | Juan Valdivieso Carlos Canepa Alessio Domenack Carlos Gil              | 8:05.72. |
| 7        | 1      | William Muriel Sebastian Thoret Gregory Fuentes Paez                   | 8:16.72. |
| 8        | 8      | Eduardo Carrillo Antonio Leon Lobo Pereira                             | N.S.P    |